# Julia Adolfs
Julia Adolfs, född 1899, död 1975, var en indonesisk (dåvarande Nederländska Ostindien) jurist.
Hon blev 1927 landets första kvinnliga domare. 